# Harlem Globetrotters

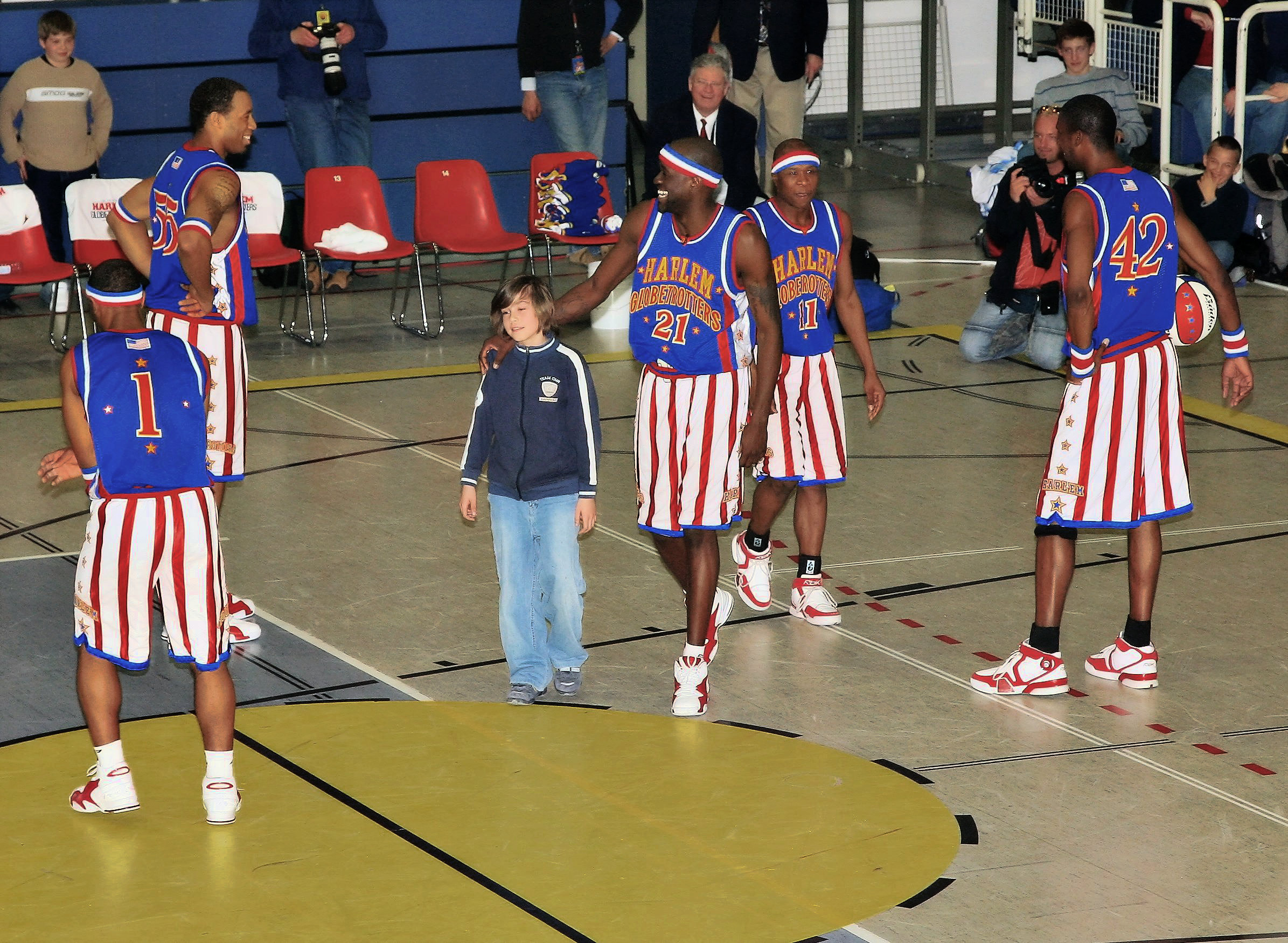
Els Globetrotters jugant amb els espectadors

Els Harlem Globetrotters són un club de basquetbol dels Estats Units que combinen l'esport amb l'espectacle. L'equip fou fundat per Abe Saperstein l'any 1926 a Chicago, adoptant el nom del barri novaiorquès de Harlem per ser una important comunitat afroamericana. Al llarg dels anys han jugat més de 26.000 partits d'exhibició en 124 països diferents.

## Història
Originalment coneguts com els Savoy Big Five, van començar jugant abans de les sessions de ball al Savoy Ballroom per augmentar l'assistència. Amb el temps, sota la direcció d'Abe Saperstein, van evolucionar cap als Harlem Globetrotters, incorporant rutines còmiques al seu joc, una direcció que l'equip atribueix a Reece "Goose" Tatum, qui s'hi va unir el 1941. Aquestes actuacions inclouen una coordinació increïble i una habilitat destacada en el maneig de diverses pilotes de bàsquet, com passades o malabars entre jugadors, equilibris o girs de pilotes a les puntes dels dits, i tirs inusualment difícils.
Al llarg de la seva història, els Globetrotters han estat una plataforma per a jugadors destacats com Wilt Chamberlain, que posteriorment van ingressar a la NBA. El 1985, van signar la seva primera jugadora femenina, la medallista d'or olímpica Lynette Woodard. Tot i que han estat criticats durant l'era dels drets civils per algunes de les seves actuacions, figures com Jesse Jackson han defensat la seva influència positiva.